# Consommateurs unis
Les Consommateurs Unis (Consumatori Uniti) sont un parti politique italien dirigé par Bruno De Vita .
Lors des élections générales de 2006, le parti est affilié à L'Union, la coalition de centre-gauche dirigée par Romano Prodi. Les Consommateurs Unis contestent l'élection au Sénat italien avec la Fédération des Verts et le Parti communiste italien (PdCI) dans une liste commune appelée Ensemble avec l'Union, remportant ensemble 11 sièges.

## Histoire
En octobre 2006, le sénateur Fernando Rossi, dissident du Parti communiste italien, rejoint le parti, mais en septembre 2007, il le quitte pour former son propre Mouvement politique citoyen. Le même mois, le parti a fusionné avec l'Union démocratique des consommateurs de Willer Bordon.
Par la suite, les Consommateurs Unis ont formé une liste commune connue sous le nom de Liste anticapitaliste et communiste avec le PdCI, le Parti communiste de la refondation et Socialisme 2000 pour les élections au Parlement européen de 2009.